# Psammorhynchus tubulipenis
Psammorhynchus, Psammorhynchidae
Famille
Genre
Espèce
Psammorhynchus tubulipenis, unique représentant du genre Psammorhynchus et de la famille des Psammorhynchidae, est une espèce de vers plats marins de l'ordre des Rhabdocoela (infra-ordre des Eukalyptorhynchia  et sous-ordre des Kalyptorhynchia). Cette espèce se rencontre en Mer du Nord.

## Systématique
Les noms valides complets (avec auteur) de ces taxons sont :
- pour la famille : Psammorhynchidae Karling, 1956[1],
- pour l'unique genre : Psammorhynchus Meixner, 1938[1],
- pour l'unique espèce : Psammorhynchus tubulipenis Meixner, 1938[1].

### Publications originales
- (de) Josef Meixner, Turbellaria (Strudelwuermer). I. Turbellaria (Strudelwuermer). 1: Allgemeiner Teil. in G. Grimpe E. Wagler, Die Tierwelt der Nord- und Ostsee, vol. 33, IVb, 1938, pp. 1-146, 220 f. lire
- (de) Tor Gustav Karling, « Morphologisch-histologische Untersuchungen an den männlichen Atrialorganen der Kalyptorhynchia (Turbellaria) », Arkiv för Zoologi., 9, 1956, p. 187-277